# Stamátis Boudoúris
Stamátis Boudoúris (grec moderne : Σταμάτης Μπουντούρης) né sur Hydra était un combattant et homme politique grec qui participa à la guerre d'indépendance grecque.
Stamátis Boudoúris appartenait à une des grandes familles de Kodjabashis (en) ; son père était Nikólaos Boudoúris (el). Armateur d'Hydra, avec son frère Vasílios Boudoúris, il fit fortune dans le commerce maritime. Il fut député de son île à l'assemblée nationale d'Astros.

## Sources
- (el) Parlement grec, Μητρώο Πληρεξουσίων, Γερουσαστών και Βουλευτών. 1822-1935, Athènes, Parlement grec,‎ 1986, 159 p. (lire en ligne) [PDF]